# Congrès du Lesotho pour la démocratie
Le Congrès du Lesotho pour la démocratie (en anglais Lesotho Congress for Democracy, LCD) est un parti politique lésothien.

## Histoire
En 1997, le premier ministre Ntsu Mokhehle quitte le Parti du congrès du Basutoland avec ses alliés politiques pour former le Congrès du Lesotho pour la démocratie. Le nouveau parti remporte les élections législatives de 1998 avec 60,7 % des voix et obtient 79 des 80 sièges. Pakalitha Mosisili devient ensuite le nouveau président du parti et premier ministre.
En octobre 2001, le parti se scinde et 27 députés dont Kelebone Maope et Shakhane Mokhehle quittent le parti pour fonder le Congrès du peuple du Lesotho.
Lors des législatives du 25 mai 2002, le CLD obtient 54,9 % des voix et 77 des 120 sièges de l'assemblée.
En octobre 2006, Tom Thabane quitte le parti et fonde la Convention de tous les Basotho. Lors des législatives du 17 février 2007, le parti obtient 61 des 120 sièges de l'assemblée.